# مولسون كورس
مولسون كورس هي شركة كندية أمريكية متعددة الجنسيات لصناعة لمشروبات والخمور يقع مقرها الرئيسي في شيكاغو، إلينوي ، الولايات المتحدة . ولها مكاتب رئيسية في جولدن، كولورادو ، ومونتريال، كيبيك .
تأسست شركة Molson Coors في عام 2005 من خلال اندماج شركة مولسون الكندية وشركة شركة أدولف كورس الأمريكية.
في عام 2016، استحوذت شركة مولسون كورس على شركة ميلر للخمور مقابل ما يقرب من 12 مليار دولار أمريكي. جعلت الاتفاقية شركة مولسون كورس ثالث أكبر شركة جعة في العالم.
شركة مولسون كورس هي شركة مساهمة عامة في كل من بورصة نيويورك وبورصة تورونتو . تعد شركة مولسون كورس أحد أعضاء مؤشر إس وبي 500 منذ عام 2005.